# جزر لينقا

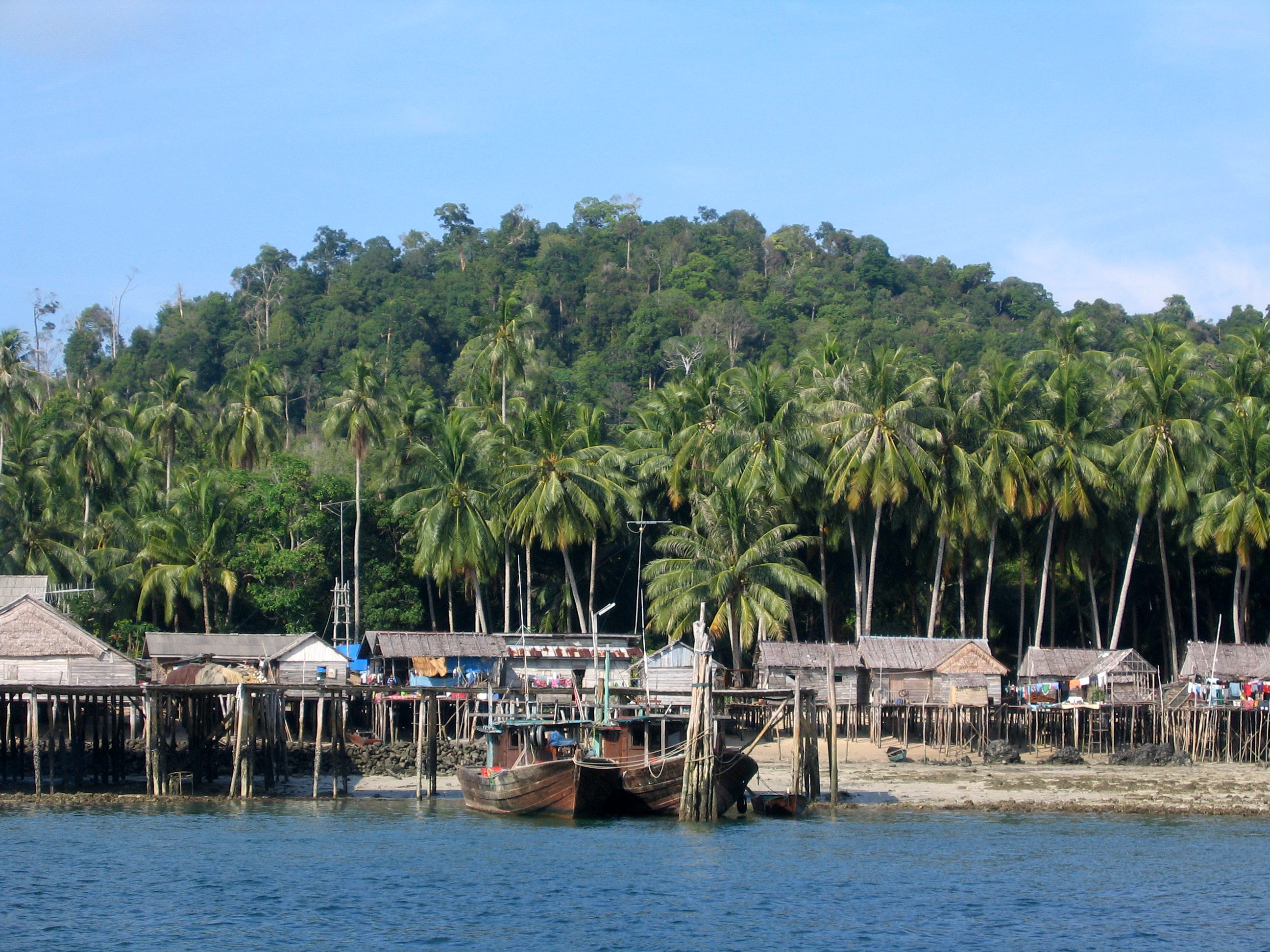
منظر لإحدى جزر لينقا

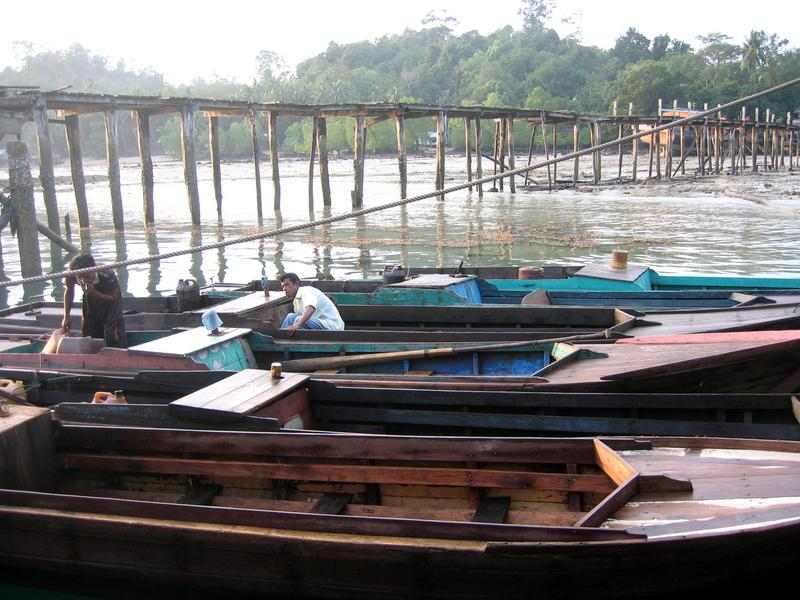
ميناء جاغو في الساحل الشمالي من جزيرة سينغكيب القريبة من جزيرة لينقا

جزر لينقا أو أرخبيل لينقا (بالإنجليزية: Lingga Islands or Lingga Archipelago )‏ (لغة إندونيسية: Kepulauan Lingga)، هي مجموعة من الجزر في إندونيسيا، تقع إلى الجنوب من سنغافورة، وعلى جانبي خط الاستواء، قبالة الساحل الشرقي لمقاطعة جزر رياو في جزيرة سومطرة. فهي تقع جنوب أرخبيل رياو وجزيرة باتام الصناعية المعروفة، وجزيرة بنتان السياحية، على الرغم من ذلك فنادراً ما تزار هذه الجزر بسبب نقص وسائل النقل المحلية. خط الاستواء يمر عبر الطرف الشمالي لجزيرة لينقا، وهي الجزيرة الرئيسية في الأرخبيل ومساحتها 2117.72 كلم² ويبلغ عدد سكانها 86150 نسمة. وعاصمتها دياك.
سكان الجزيرة غالبيتهم من الملايو، ثم البوقس، والصينيين (في الغالب من الهاكا والهوكين والتيوكيو).

## الجزر
أكبر الجزر وأكثرها سكاناً وأهمها هي جزيرة لينقا وسينغكيب ثم سيبانغكا وباكونغ.
- جزيرة لينقا
- جزيرة ألوت، وهي جزيرة صغيرة قرب جزيرة لينقا
- جزيرة سيلايار بين جزيرة لينقا وسينغكيب
- جزيرة سينغكيب، ومن الجزر الصغيرة القريبة منها:
  - جزيرة بوسيك، وتقع غرب سينغكيب
  - جزيرة سيراك، وتقع جنوب غرب سينغكيب
  - جزيرة لالانغ، وتقع جنوب سينغكيب
- جزيرة لوبام، وتقع جنوب غرب سينغكيب
- جزيرة كيمباه، وتقع جنوب غرب سينغكيب
- جزيرة تيميانغ، وتقع شمال مجموعة الجزر
- جزيرة ميساواك، وتقع شمال مجموعة الجزر كذلك.

## الإدارة
ينقسم ريجنسي إلى خمس مناطق (kecamatan) - مرتبة أدناه مع تعداد السكان لعام 2010 :
| الإسم                      | تعداد السكان 2010 |
| -------------------------- | ----------------- |
| سينكيب بارات (غرب سينغكيب) | 14,552            |
| سينغكيب                    | 26,647            |
| لينغا                      | 16,651            |
| لينجا أوتارا (شمال لينجا)  | 9,701             |
| سينيانغ                    | 18,693            |

## النقل
يمكن الوصول إلى الجزر بواسطة العبارات إلى الجزر أرخبيل من الشمال من مدينة تانجونغ بينانغ في جزيرة بنتان، ومن سنغافورة.

## الاقتصاد
المصدر الرئيسي للجزر هو الصيد.

### الموانئ
يوجد في سينغكيب اثنين من الموانئ:
- ميناء دابو قرب دابوسينغكيب
- ميناء ياغو با القرب من سونغايبولوه

وقد توقف النقل المنتظم نحو ميناء مونتوك في جزيرة بانغكا قرب سومطرة الجنوبية بعد توقف استخراج القصدير. ومع ذلك، فإن العبارات عالية السرعة ما تزال تربط بين تانيونغ بينانغ وسينغكيب، ثم يمكن استئجار قوارب محلية إلى جزيرة لينقا.
المدينة الرئيسية هي جزيرة لينقا هي دايك وهي ميناؤها كذلك، ويمكن الوصول إليها خلال يوم واحد من سنغافورة بعد توقف في تانيونغ بينانغ.

### السياحة
ورغم وجود عدد من الشواطئ الجميلة وبعض الشعاب المرجانية في جميع أنحاء الأرخبيل، لكن هنالك محدودية في السياحة بسبب شحة وسائل النقل إلى الجزيرة.

## وصلات خارجية
- موقع جزيرة سينغكيب
- وصف جزر لينقا ضمن جزر رياو وسنغافورة
- مجلس تنسيق الاستثمار في إندونيسيا